# Julfilm

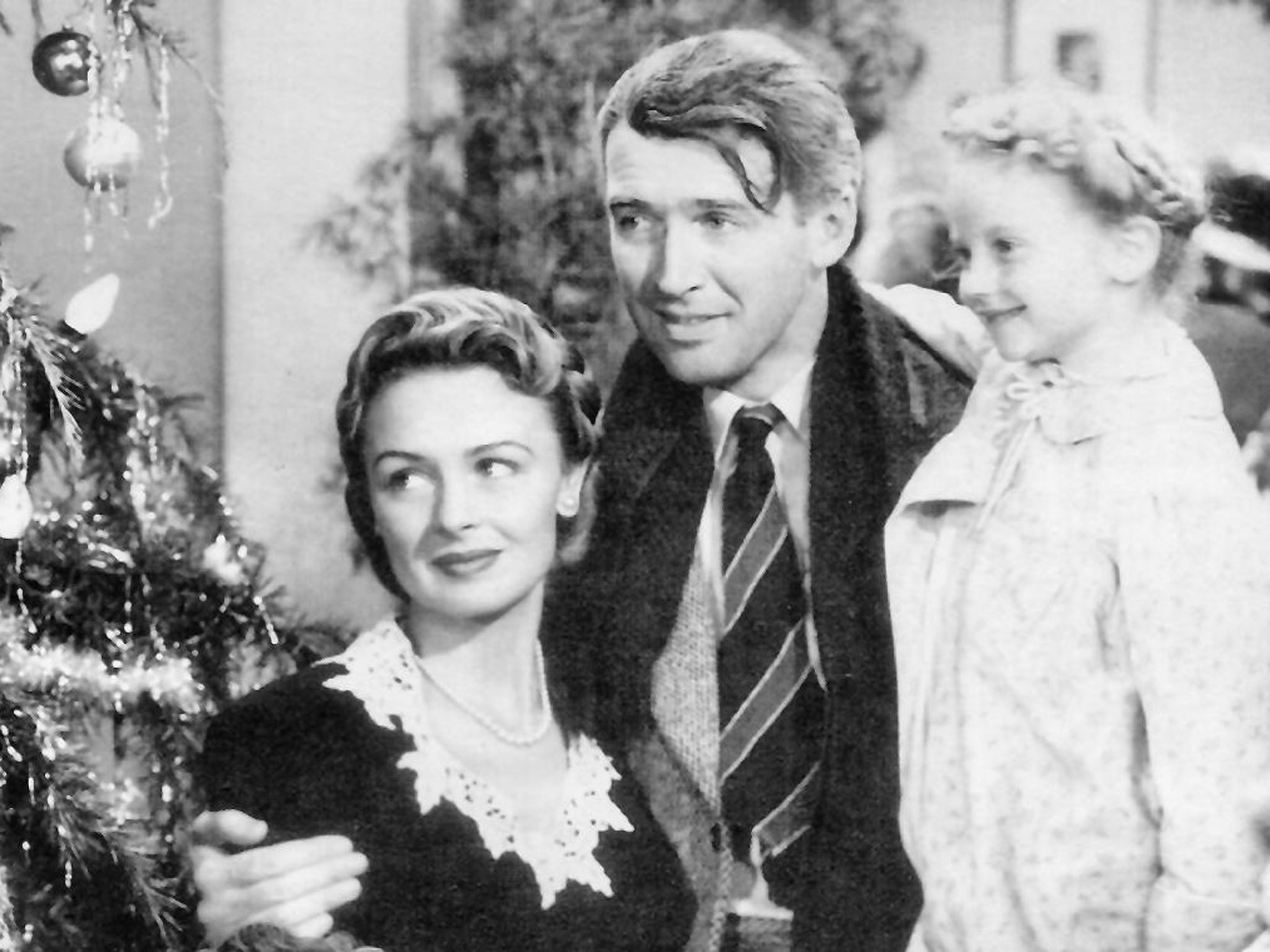
Frank Capras Livet är underbart från 1946.

En julfilm är en film med anknytning till julen eller dess budskap. Här ryms en rad olika genrer såsom komedi, drama och musikal. Handlingen kan variera från Jesu födelse till julfirande i modern tid.

## Historik
Julmotiv har länge varit en inspirationskälla för författare och filmskapare, och julfilmer har gjorts både i form av adaptioner av skönlitteratur och av nya berättelser. Filmerna har inte alltid en direkt koppling till julen men ofta upplyftande budskap om humanism, gemenskap, generositet, givmildhet och kärlek. Därutöver kan de handla om alla de komplikationer, utmaningar och uppbyggda förväntningar som helgen också kan bära med sig. Ofta är de dock främst feelgood-filmer, inriktade på att sprida julstämning.
Många julberättelser har gjorts i ett flertal versioner för både bio och TV, och en del sänds på TV som en tradition varje julhelg. Några klassiska exempel som återkommer är Nötknäpparen, Frank Capras Livet är underbart, C.S. Lewis Berättelsen om Narnia och Charles Dickens En julsaga. I den sistnämnda besöks den gamla girigbuken till affärsman, Ebenezer Scrooge, av tre andar som lär honom hur fel han lever sitt liv samt visar hur han istället kan leva och på så vis hedra julens budskap året om.
I Frank Capras Livet är underbart från 1946 är däremot hjälten, George Bailey, en affärsman som offrat sina egna drömmar om framgång för att hjälpa sitt samhälle och sina närmsta. På julafton finner en skyddsängel honom i djup förtvivlan och räddar honom från att begå självmord genom att med magi visa honom hur mycket han genom sin existens och sitt agerande skänkt världen omkring sig och att han faktiskt har ett underbart liv.
Det finns även skräckfilmer som anknyter till julen. Att i den uppbyggda julidyllen låta jultomten istället utgöra hotet, som den återkommande mördaren, gör att stämningen och budskapet står i tvär kontrast till traditionella julfilmer och dess symboler.

## Filmer i urval
- 1928 – Flickan med svavelstickorna
- 1932 – I jultomtens verkstad (kortfilm)
- 1935 – Scrooge
- 1942 – Tomten (kortfilm)
- 1942 – Värdshuset Fritiden
- 1944 – Vi mötas i St. Louis
- 1945 – Under falsk flagg
- 1946 – Livet är underbart[3]
- 1947 – Det hände i New York
- 1947 – Ängel på prov
- 1954 – White Christmas
- 1955 – Trasiga änglar
- 1975 – Sagan om Karl-Bertil Jonssons julafton (kortfilm)
- 1982 – Fanny och Alexander
- 1982 – Le père Noël est une ordure
- 1984 – En julsaga
- 1989 – Ett päron till farsa firar jul[4]
- 1990 – Ensam hemma[5]
- 1990 – Nötknäpparen och muskungen
- 1992 – Ensam hemma 2 – vilse i New York
- 1993 – The Nightmare Before Christmas[6]
- 1994 – Miraklet i New York
- 1994 – Nu är det jul igen
- 1995 – Medan du sov
- 1996 – Unlikely Angel
- 1999 – Tomten är far till alla barnen[7]
- 2006 – The Holiday